# Pułapka (film 1970)
Pułapka – polski film sensacyjny z 1970 roku w reżyserii Andrzeja Jerzego Piotrowskiego.
Opowieść o konflikcie dwóch kuzynów Ślązaków, z których jeden uważa się za Polaka, a drugi za Niemca. W filmie zagrało kilkoro aktorów niemieckich (z NRD), część dialogów w języku niemieckim.

## Produkcja
Zdjęcia kręcono na Dolnym Śląsku w następujących lokacjach: 
- Boguszów-Gorce (kościół Świętej Trójcy, cmentarz przy ul. Kamiennogórskiej),
- Kuźnice Świdnickie (szyb kopalni Barbara),
- zamek Książ (boczny dziedziniec),
- Wałbrzych (ul. Piastowska; dom przy ul. Jana Kasprowicza w okolicy skrzyżowania z Piastowską i Hutniczą, wiadukt na linii kolejowej Nr 291 w dzielnicy Biały Kamień),
- zamki Grodno w Zagórzu Śląskim i Stary Książ w Wałbrzychu[1].

## Obsada[2]
- Andrzej Kopiczyński[3] (Jan Rajner, major Ludowego Wojska Polskiego)
- Joanna Jędryka (Wanda Rajner)
- Holger Mahlich(inne języki) (Willy Reiner)
- Karin Beewen[4] (Helga)
- Werner Dissel(inne języki) (sztygar Runge)
- Aleksander Iwaniec (porucznik Walczuk)
- Wirgiliusz Gryń (pułkownik Karcz)
- Zygmunt Maciejewski (sierżant Młynarski)
- Bruno O’Ya (Anton)
- Tadeusz Grabowski (Dudek)
- Paul Berndt (Kunf)
- Jack Recknitz (Weiss)
- Ferdynand Matysik (Bryła)
- Jerzy Janeczek (Wiśniowski)